# Georg Erhardt (Maler)

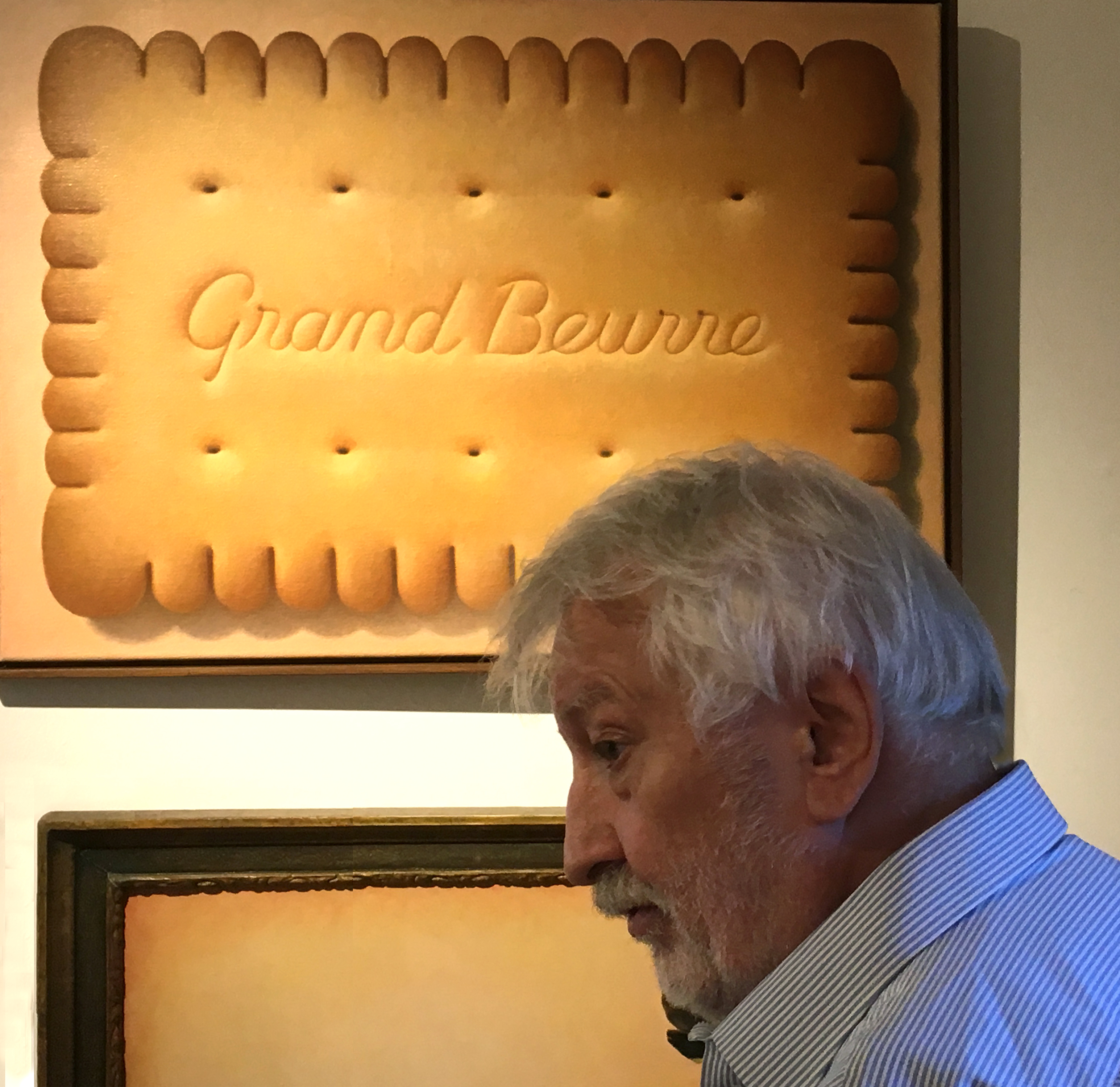
Ausstellung Villa Meier-Severini, Zollikon, Schweiz, 2018

Georg Erhardt (* 11. Juni 1944 in Zürich; † 13. März 2020 ebenda) war ein Schweizer Kunstmaler, Grafiker und Illustrator.

## Leben
Georg Erhardt stammt aus einer Künstlerfamilie. Er wuchs in Zürich auf und absolvierte von 1962 bis 1966 eine Grafikerlehre bei der renommierten Schweizer Grafikerin Lora Lamm. Er arbeitete als Grafiker, Art Director und Illustrator in Italien (Mailand, beim Warenhaus La Rinascente 1966–1969) und in Deutschland (München, 1969–1970), bevor er wieder in die Schweiz zog. Nachdem er in Zürich bei verschiedenen Werbeagenturen angestellt war, machte er sich 1974 selbstständig. Seit 2002 widmete er sich ausschliesslich der Malerei.

## Werk

### Grafik und Illustration
Zu seinem grafischen Werk gehören Arbeiten für Toni Joghurt, Camel, Coca-Cola, Esso, Ricola und Migros. Weitere Arbeiten: Logos (u. a. Restaurant Mère Catherine (Zürich), Bar Le Philosophe (Zürich), Kino Stüssihof/Roland/Radium, Gasthaus Güggel (Zumikon), C-Films), Filmplakate (u. a. Azzurro (2000), Der Kongress der Pinguine (1993), Das Boot ist voll (1981)), Verpackungsdesign (u. a. Toni Joghurt, Ricola, Schnapsbrennerei Weber St. Adrian).

### Malerei
Georg Erhardts Kunst ist dem Phantastischen Realismus zuzuordnen. Seine Malerei ist beeinflusst durch die Italienische Renaissance, die Deutsche Romantik und die Unschuld trivialer visueller Fantasien der amerikanischen 30er-Jahre. Seine künstlerische Arbeit teilte er in «Die Andere Welt» und «Diese Welt» ein.
Die Andere Welt: Er nannte sich selber «Entdecker der Anderen Welt». In dieser existieren sonderbare Pflanzen und Tiere sowie zahlreiche skurrile Maschinen und Fahrzeuge.
Diese Welt: Dazu gehören seine anderen Gemälde und Skulpturen. Wie Portraits oder Sujets die nicht total Fiktion sind.